# Dacentrurus armatus
Dacentrurus armatus és una espècie de dinosaure estegosaure del Juràssic, de fa entre 154 i 150 milions d'anys. Aquest dinosaure feia entre 6 i 10 metres de longitud. Tenia parelles de plaques triangulars recorrent tota l'espina dorsal, amb quatre parells de pues al final de la cua. Aquesta configuració s'assembla molt a la del centrosaure.
El gènere Dacentrurus ('cua molt esmolada') originalment es coneixia com a Omosaurus.